# Тараканово (муниципальный округ Егорьевск)
Тарака́ново — деревня в муниципальном округе Егорьевск Московской области России.

## География
Деревня Тараканово расположена в северо-западной части муниципального округа Егорьевск, примерно в 4 километрах к юго-западу от города Егорьевск. По южной окраине деревни протекает река Медведка. Высота над уровнем моря 144 метров.

## Название
Название связано с некалендарным личным именем Таракан.

## История
До отмены крепостного права деревней владела помещица Рахманова.
После 1861 года деревня вошла в состав Бережковской волости Егорьевского уезда. Приход находился в городе Егорьевске (церковь во имя мученика Никиты).
В 1926 году деревня входила в Агрызковский сельсовет Егорьевской волости Егорьевского уезда.
До 1994 года Тараканово входило в состав Ефремовского сельсовета Егорьевского района, а в 1994—2006 годы — Ефремовского сельского округа.
Входит в состав городского поселения Егорьевск.

## Демография
В 1885 году в деревне проживало 132 человека, в 1905 году — 135 человек (68 мужчин, 67 женщин), в 1926 году — 161 человек (87 мужчин, 74 женщины). По переписи 2002 года — 15 человек (6 мужчин, 9 женщин). Население — 23 человек (2010).
| 1859 | 1868 | 1885 | 1905 | 1926 | 2002 | 2006 |
| ---- | ---- | ---- | ---- | ---- | ---- | ---- |
| 143  | ↗152 | ↘132 | ↗135 | ↗161 | ↘15  | ↘13  |
| 2010 |      |      |      |      |      |      |
| ↗23  |      |      |      |      |      |      |